# Condado de Melgar del Rey

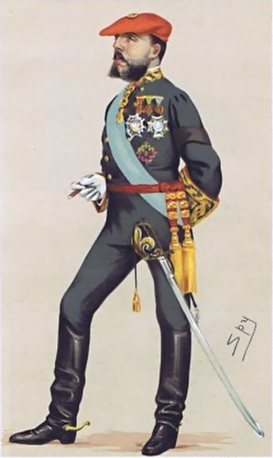
"Carlos VII", en 1876, pretendiente de la rama carlista. Concedió el Condado de Galiana.

El Condado de Melgar del Rey, es un título nobiliario español, creado en 1887, por el "rey" (pretendiente de la rama carlista), "Carlos VII", a favor de Francisco de Melgar y Rodríguez de Carmona, con la denominación de "Conde de Melgar".
El Condado de Melgar, fue reconocido como título del reino el 12 de julio de 1957, acogiéndose a la Ley que el entonces Jefe del Estado, Francisco Franco Bahamonde, promulgó en 1948 y que permitió el reconocimiento de los títulos otorgados por los "reyes" carlistas. En ese momento se reconoció a Francisco Melgar y Tampús como "II conde de Melgar", pero sustituyendo la denominación de "Conde de Melgar", por la, desde entonces, oficial de "Conde de Melgar del Rey".

## Condes de Melgar del Rey
|                                                    | Titular                                            | Periodo                                            |
| Creación por "Carlos VII" (pretendiente carlista). | Creación por "Carlos VII" (pretendiente carlista). | Creación por "Carlos VII" (pretendiente carlista). |
| -------------------------------------------------- | -------------------------------------------------- | -------------------------------------------------- |
| I                                                  | Francisco de Melgar y Rodríguez Carmona            | 1887-1926                                          |
| Reconocido por Francisco Franco                    |                                                    |                                                    |
| II                                                 | Francisco Melgar y Trampús                         | 1956 - 1971                                        |
| III                                                | Jaime Melgar y Botassis                            | 1971 [1973] - 1983                                 |
| IV                                                 | Francisco Melgar y Gómez de Olea                   | 1983-actual titular                                |

## Historia de los Condes de Melgar del Rey
- Francisco de Melgar y Rodríguez Carmona, I conde de Melgar (denominación original).

Reconocido como Título del Reino el 12 de diciembre de 1956 a favor de:
- Francisco Melgar y Trampús,  "II conde de Melgar", con la denominación de II conde de Melgar del Rey. Le sucedió su hijo:

- Jaime Melgar y Botassis, III conde de Melgar del Rey.

1. Casó con María de la Concepción Gómez de Olea. Le sucedió su hijo:

- Francisco Melgar y Gómez de Olea (n. en 1965), IV conde de Melgar del Rey.